# 小粗指鰧
小粗指鰧（學名：Dactylagnus parvus），為輻鰭魚綱䲁形目指鰧科粗指鰧屬的一個種，分布於中東太平洋墨西哥南下加利福尼亞州至巴拿馬，包括加拉巴哥群島海域，深度0至6公尺，本魚身體扁平，向尾部逐漸變細，頭部大、深，前部鈍圓，下頜不尖，上唇有12-21個流蘇狀突起，眼無柄，下頜管狀，鰓蓋上角邊緣有8-17個細長的皮瓣，胸鰭基部寬長，有14條鰭條，尾鰭有10條分支鰭條，尾基下方無缺口，側線連續，在第6-8根背棘下方向下彎曲，體淺棕色，有棕色斑紋，兩眼之間有一個大斑點，後方有數個小斑點，上背部有8-9條橫紋，口部色素沉澱很少或沒有，背鰭有不規則條紋，尾鰭有2-3條淡色橫紋，胸鰭有3條間斷橫紋，背鰭硬棘19枚、背鰭軟條26枚、臀鰭硬棘2枚、臀鰭軟條29-34枚，體長可達5.8公分，棲息在近岸有遮蔽的沙底質海域，生活習性不明。